# RBU (estación de radio)

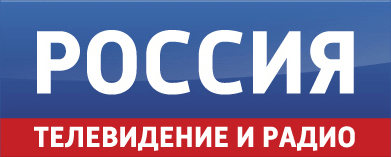
Empresa pública estatal rusa a cargo de la emisora de señal horaria RBU

RBU es una estación de radio de señal horaria ubicada en Moscú, Rusia (56°44′00″N 37°39′48″E). Transmite un código de tiempo continuo de 10 kW en la frecuencia de 66⅔ kHz.
Esto se escribe comúnmente como 66.66 o 66.666 kHz, pero en realidad es 200/3 = 66.6̅ kHz. Hasta 2008, el sitio del transmisor estaba cerca de Kupavna (55°44′04″N 38°9′0″E) y se usaba una antena tres T entre tres mástiles conectados a tierra de 150 metros de altura. En 2008 se transfirió al transmisor Taldom a 56°44′00″N 37°39′48″E.

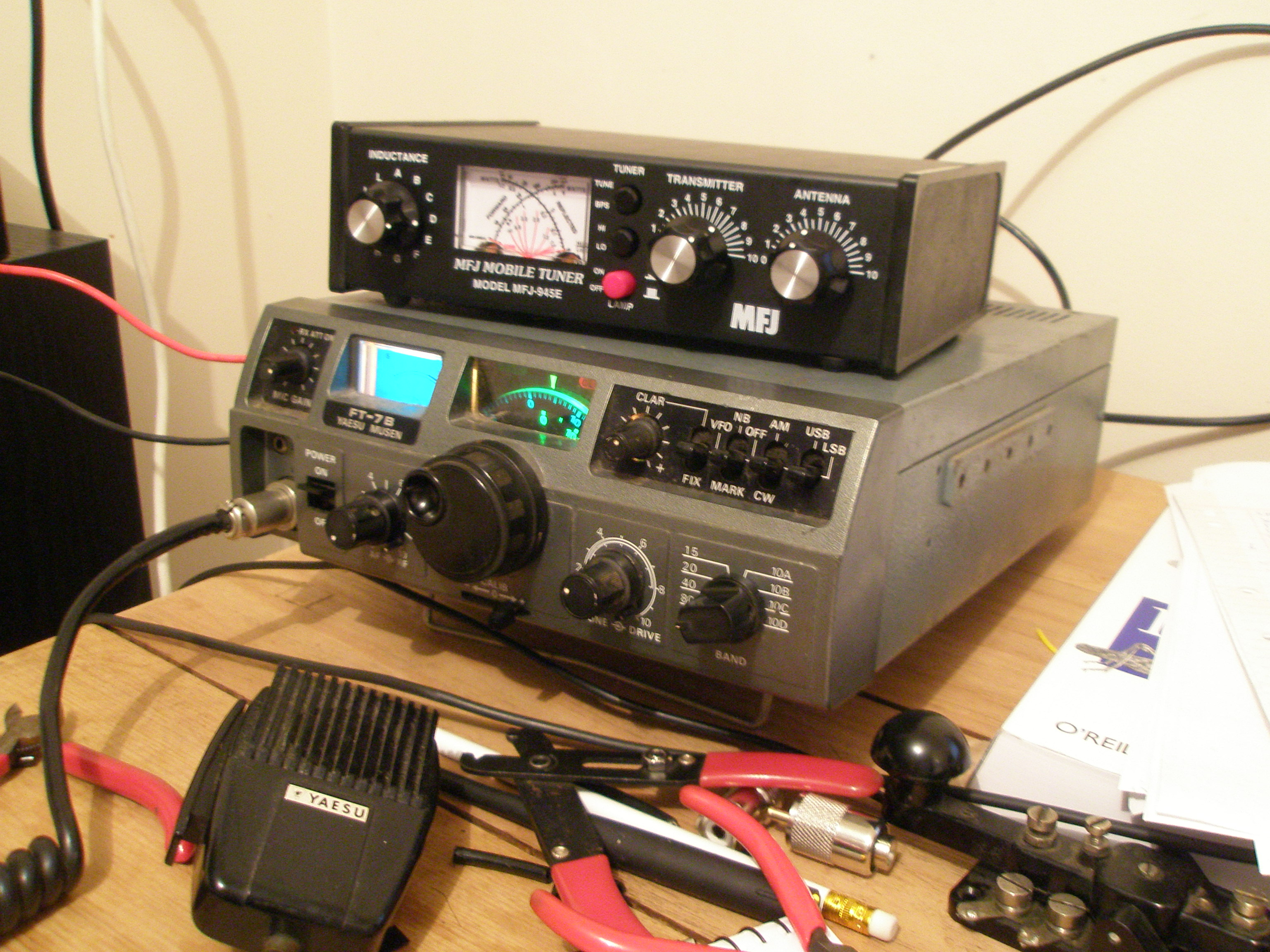
Un Yaesu FT-7B conectado a un sintonizador MFJ-945E (2008)

RBU está controlado por el Instituto Panruso de Investigaciones Científicas de Ingeniería Física y Metrología Radiotécnica (en ruso: Всероссийский научно-исследовательский институт физико-технических и радиотехнических измерений, romanizado: Vserossiyskiy nauchno-issledovatel'skiy institut fiziko-tekhnicheskikh i radiotekhnicheskikh izmereniy). Pero es operado por la Compañía estatal de televisión y radioemisora de toda Rusia.

## Señal horaria
Cada 100 ms, sincronizado con el segundo UTC, se transmite un bit: 
| comienzo | Duración | Señal                                                                       |
| -------- | -------- | --------------------------------------------------------------------------- |
| +0 ms    | 10 ms    | Portador no modulado                                                        |
| +10 ms   | 80 ms    | Portador PM modulado con 100 Hz o 312.5 Tono Hz, índice de modulación 0.698 |
| +90 ms   | 5 ms     | Portador no modulado                                                        |
| +95 ms   | 5 ms     | Transportista fuera                                                         |

La modulación de 100 Hz codifica un 0 binario, mientras que la modulación de 312.5 Hz codifica un binario

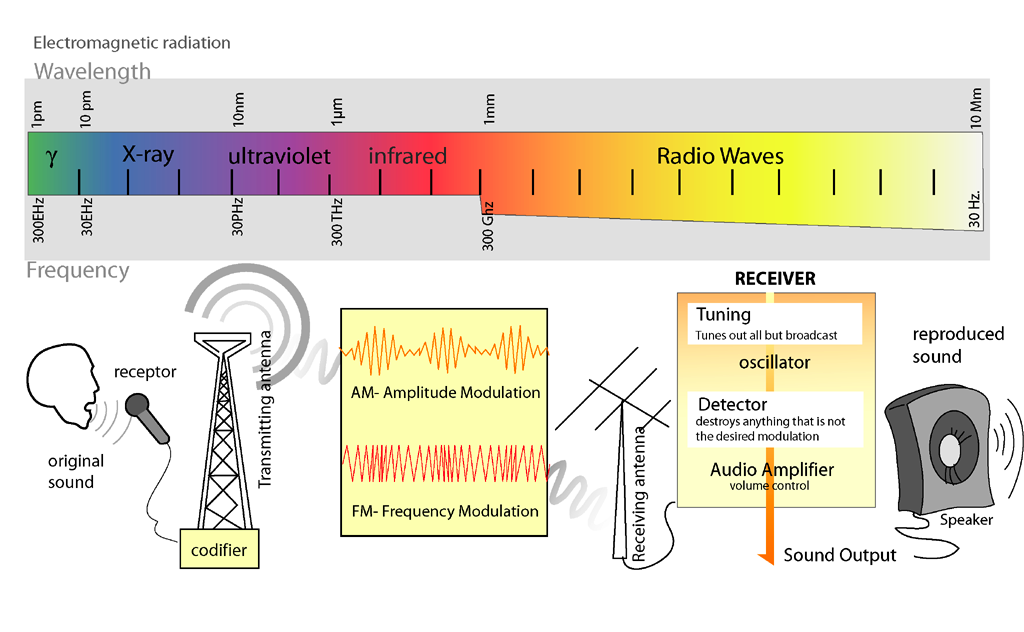
Servicios de radiodifusión de acuerdo al reglamento de la Unión Internacional de Telecomunicaciones, artículo: 1.38), diagrama de transmisiones principales en AM y FM (en inglés)

Cada segundo UTC consta de 10 de esos bits. 6 de ellos son fijos, dos límites de minutos de codificación y dos proporcionan información de señall horaria: 
| comienzo | Significado                                        |
| -------- | -------------------------------------------------- |
| 0 ms     | Código de tiempo de datos bit 1                    |
| 100 ms   | Código de tiempo de datos bit 2                    |
| 200 ms   | Siempre 0 (100 Tono Hz)                            |
| 300 ms   | Siempre 0 (100 Tono Hz)                            |
| 400 ms   | Siempre 0 (100 Tono Hz)                            |
| 500 ms   | Siempre 0 (100 Tono Hz)                            |
| 600 ms   | Siempre 0 (100 Tono Hz)                            |
| 700 ms   | Siempre 0, excepto 1 antes del comienzo del minuto |
| 800 ms   | Siempre 0, excepto 1 antes del comienzo del minuto |
| 900 ms   | Siempre 1 (312,5 Tono Hz)                          |

Cada minuto, los dos bits de código de tiempo codifican la hora local del siguiente minuto (como DCF77 ) y alguna información adicional. Debido a que el código de tiempo comienza con dos bits de 1, la parte superior del minuto está marcada únicamente por 5 bits consecutivos.
| Segundo   | Bit de datos 1 | Bit de datos 1                                             | Bit de datos 2 | Bit de datos 2                                                                            |      | Segundo | Bit de datos 1                         | Bit de datos 1 | Bit de datos 2           | Bit de datos 2                 | Bit de datos 2 |
| Segundo   | Peso           | Sentido                                                    | Peso           | Sentido                                                                                   | Peso | Segundo | Sentido                                | Peso           | Sentido                  | Sentido                        |                |
| 00        | 1              | Siempre 1                                                  | 1              | Siempre 1                                                                                 | 30   | 4 4     | Año (00–99)                            | 8              | MJD truncado (0000–9999) | MJD truncado (0000–9999)       |                |
| 01        | 0 0            | No utilizado, cero                                         | +0,1           | DUT1 (+ 0.1– + 0.8 s) Codificación unaria, bit establecido si DUT1 ≥ Peso                 | 31   | 2       | Año (00–99)                            | 4 4            | MJD truncado (0000–9999) | MJD truncado (0000–9999)       |                |
| 02        | 0 0            | No utilizado, cero                                         | +0,2           | DUT1 (+ 0.1– + 0.8 s) Codificación unaria, bit establecido si DUT1 ≥ Peso                 | 32   | 1       | Año (00–99)                            | 2              | MJD truncado (0000–9999) | MJD truncado (0000–9999)       |                |
| 03        | +0.02          | dUT1 (+ 0.02– + 0.10 s) Bit establecido si dUT1 ≥ Peso     | +0.3           | DUT1 (+ 0.1– + 0.8 s) Codificación unaria, bit establecido si DUT1 ≥ Peso                 | 33   | 10      | Mes (01-12)                            | 1              | MJD truncado (0000–9999) | MJD truncado (0000–9999)       |                |
| 04        | +0.04          | dUT1 (+ 0.02– + 0.10 s) Bit establecido si dUT1 ≥ Peso     | +0.4           | DUT1 (+ 0.1– + 0.8 s) Codificación unaria, bit establecido si DUT1 ≥ Peso                 | 34   | 8       | Mes (01-12)                            | 0 0            | No utilizado, cero       | No utilizado, cero             |                |
| 05        | +0.06          | dUT1 (+ 0.02– + 0.10 s) Bit establecido si dUT1 ≥ Peso     | +0.5           | DUT1 (+ 0.1– + 0.8 s) Codificación unaria, bit establecido si DUT1 ≥ Peso                 | 35   | 4 4     | Mes (01-12)                            | 0 0            | No utilizado, cero       | No utilizado, cero             |                |
| 06        | +0.08          | dUT1 (+ 0.02– + 0.10 s) Bit establecido si dUT1 ≥ Peso     | +0,6           | DUT1 (+ 0.1– + 0.8 s) Codificación unaria, bit establecido si DUT1 ≥ Peso                 | 36   | 2       | Mes (01-12)                            | 0 0            | No utilizado, cero       | No utilizado, cero             |                |
| 07        | +0.10          | dUT1 (+ 0.02– + 0.10 s) Bit establecido si dUT1 ≥ Peso     | +0.7           | DUT1 (+ 0.1– + 0.8 s) Codificación unaria, bit establecido si DUT1 ≥ Peso                 | 37   | 1       | Mes (01-12)                            | 0 0            | No utilizado, cero       | No utilizado, cero             |                |
| 08        | 0 0            | No utilizado, cero                                         | +0.8           | DUT1 (+ 0.1– + 0.8 s) Codificación unaria, bit establecido si DUT1 ≥ Peso                 | 38   | 4 4     | Día de la semana 1 = lunes 7 = domingo | 0 0            | No utilizado, cero       | No utilizado, cero             |                |
| 09        | 0 0            | No utilizado, cero                                         | −0,1           | DUT1 (−0.1–−0.8 s) Codificación unaria, bit establecido si DUT1 ≤ Peso                    | 39   | 2       | Día de la semana 1 = lunes 7 = domingo | 0 0            | No utilizado, cero       | No utilizado, cero             |                |
| 10        | 0 0            | No utilizado, cero                                         | −0,2           | DUT1 (−0.1–−0.8 s) Codificación unaria, bit establecido si DUT1 ≤ Peso                    | 40   | 1       | Día de la semana 1 = lunes 7 = domingo | 0 0            | No utilizado, cero       | No utilizado, cero             |                |
| 11        | −0.02          | dUT1 (−0.02–−0.10 s) Bit establecido si dUT1 ≤ Peso        | −0.3           | DUT1 (−0.1–−0.8 s) Codificación unaria, bit establecido si DUT1 ≤ Peso                    | 41   | 20      | Día del mes (1–31)                     | 0 0            | No utilizado, cero       | No utilizado, cero             |                |
| 12        | −0.04          | dUT1 (−0.02–−0.10 s) Bit establecido si dUT1 ≤ Peso        | −0,4           | DUT1 (−0.1–−0.8 s) Codificación unaria, bit establecido si DUT1 ≤ Peso                    | 42   | 10      | Día del mes (1–31)                     | 0 0            | No utilizado, cero       | No utilizado, cero             |                |
| 13        | −0.06          | dUT1 (−0.02–−0.10 s) Bit establecido si dUT1 ≤ Peso        | −0.5           | DUT1 (−0.1–−0.8 s) Codificación unaria, bit establecido si DUT1 ≤ Peso                    | 43   | 8       | Día del mes (1–31)                     | 0 0            | No utilizado, cero       | No utilizado, cero             |                |
| 14        | −0.08          | dUT1 (−0.02–−0.10 s) Bit establecido si dUT1 ≤ Peso        | −0,6           | DUT1 (−0.1–−0.8 s) Codificación unaria, bit establecido si DUT1 ≤ Peso                    | 44   | 4 4     | Día del mes (1–31)                     | 0 0            | No utilizado, cero       | No utilizado, cero             |                |
| 15        | −0,10          | dUT1 (−0.02–−0.10 s) Bit establecido si dUT1 ≤ Peso        | −0.7           | DUT1 (−0.1–−0.8 s) Codificación unaria, bit establecido si DUT1 ≤ Peso                    | 45   | 2       | Día del mes (1–31)                     | 0 0            | No utilizado, cero       | No utilizado, cero             |                |
| dieciséis | 0 0            | No utilizado, cero                                         | −0.8           | DUT1 (−0.1–−0.8 s) Codificación unaria, bit establecido si DUT1 ≤ Peso                    | 46   | 1       | Día del mes (1–31)                     | 0 0            | No utilizado, cero       | No utilizado, cero             |                |
| 17        | 0 0            | No utilizado, cero                                         | 0 0            | No utilizado, cero                                                                        | 47   | 20      | Hora (00–23)                           | 0 0            | No utilizado, cero       | No utilizado, cero             |                |
| 18 años   | ±              | ΔUT Hora de Moscú menos UTC Corregido +3 desde 26 oct 2014 | 8000           | Truncado Julian Day (0000–9999) Últimos 4 dígitos de Julián modificado <br> número de día | 48   | 10      | Hora (00–23)                           | 0 0            | No utilizado, cero       | No utilizado, cero             |                |
| 19        | 10             | ΔUT Hora de Moscú menos UTC Corregido +3 desde 26 oct 2014 | 4000           | Truncado Julian Day (0000–9999) Últimos 4 dígitos de Julián modificado <br> número de día | 49   | 8       | Hora (00–23)                           | P1             | TJD bits 18–25           | Incluso <br> paridad terminado |                |
| 20        | 8              | ΔUT Hora de Moscú menos UTC Corregido +3 desde 26 oct 2014 | 2000           | Truncado Julian Day (0000–9999) Últimos 4 dígitos de Julián modificado <br> número de día | 50   | 4 4     | Hora (00–23)                           | P2             | Bits TJD 26–33           | Incluso <br> paridad terminado |                |
| 21        | 4 4            | ΔUT Hora de Moscú menos UTC Corregido +3 desde 26 oct 2014 | 1000           | Truncado Julian Day (0000–9999) Últimos 4 dígitos de Julián modificado <br> número de día | 51   | 2       | Hora (00–23)                           | 0 0            | No utilizado, cero       | Incluso <br> paridad terminado |                |
| 22        | 2              | ΔUT Hora de Moscú menos UTC Corregido +3 desde 26 oct 2014 | 800            | Truncado Julian Day (0000–9999) Últimos 4 dígitos de Julián modificado <br> número de día | 52   | 1       | Hora (00–23)                           | 0 0            | No utilizado, cero       | Incluso <br> paridad terminado |                |
| 23        | 1              | ΔUT Hora de Moscú menos UTC Corregido +3 desde 26 oct 2014 | 400            | Truncado Julian Day (0000–9999) Últimos 4 dígitos de Julián modificado <br> número de día | 53   | 40      | Minuto (00–59)                         | P3             | ΔUT bits 18–23           | Incluso <br> paridad terminado |                |
| 24        | 0 0            | No utilizado, cero                                         | 200            | Truncado Julian Day (0000–9999) Últimos 4 dígitos de Julián modificado <br> número de día | 54   | 20      | Minuto (00–59)                         | P4             | Año bits 25–32           | Incluso <br> paridad terminado |                |
| 25        | 80             | Año (00–99)                                                | 100            | Truncado Julian Day (0000–9999) Últimos 4 dígitos de Julián modificado <br> número de día | 55   | 10      | Minuto (00–59)                         | P5             | Mes / DoW bits 33–40     | Incluso <br> paridad terminado |                |
| 26        | 40             | Año (00–99)                                                | 80             | Truncado Julian Day (0000–9999) Últimos 4 dígitos de Julián modificado <br> número de día | 56   | 8       | Minuto (00–59)                         | P6             | Trozos de día 41–46      | Incluso <br> paridad terminado |                |
| 27        | 20             | Año (00–99)                                                | 40             | Truncado Julian Day (0000–9999) Últimos 4 dígitos de Julián modificado <br> número de día | 57   | 4 4     | Minuto (00–59)                         | P7             | Horas de hora 47–52      | Incluso <br> paridad terminado |                |
| 28        | 10             | Año (00–99)                                                | 20             | Truncado Julian Day (0000–9999) Últimos 4 dígitos de Julián modificado <br> número de día | 58   | 2       | Minuto (00–59)                         | P8             | Minutos 53–59            | Incluso <br> paridad terminado |                |
| 29        | 8              | Año (00–99)                                                | 10             | Truncado Julian Day (0000–9999) Últimos 4 dígitos de Julián modificado <br> número de día | 59   | 1       | Minuto (00–59)                         | 0 0            | No utilizado, cero       | No utilizado, cero             |                |

DUT1 (hora de verano) es una corrección adicional de mayor precisión para DUT1. UT1 = UTC + DUT1 + dUT1. Los bits con un peso de ± son 0 para positivo, 1 para negativo. La hora transmitida es la hora local de Moscú; UTC se puede calcular restando el valor del campo ΔUT.